# Faadhippolhu
Cette page contient des caractères et des mots thâna comme ހ ou ފ. En cas de problème, consultez l’article Thâna ou testez votre navigateur.
 (septembre 2020).
Faadhippolhu, en divehi ފާދިއްޕޮޅު, est un atoll des Maldives. Ses 11 104 habitants se répartissent sur 5 des 52 îles qui le composent. Les terres émergées représentent 7,2 km2 sur les 701,42 km2 de superficie totale de l'atoll, lagon inclus.

## Description
Les côtes de la partie orientale de l'atoll, inhabitées, apparaissent avoir été considérablement modifiées ces dernières années : des îles ont disparu, d'autres sont apparues, d'autres encore ont fusionné ou ont été déplacées. Certains noms ont aussi été modifiés en conséquence.

## Administration
Faadhippolhu constitue une subdivision des Maldives sous le nom de Lhaviyani. Sa capitale est Naifaru.

## Référence
1. ↑  (en) Abdulla Naseer, « Proceedings of the workshop on coastal area planning and management in Asian ... »